# Wildhaus-Alt St. Johann
Wildaus-Alt Sankt Johann es una comuna suiza del cantón de San Galo, ubicada en el distrito de Toggenburgo. Limita al norte con las comunas de Nesslau-Krummenau, Hundwil (AR), Schwende (AI) y Rüte (AI), al este con Grabs, al sur con Walenstadt y Quarten, y al oeste con Amden y Stein.
La comuna es el resultado de la fusión el 1 de enero de 2010 de las comunas de Wildhaus y Alt Sankt Johann.